# Linnaemya aurantiaca
Linnaemya aurantiaca là một loài ruồi trong họ Tachinidae.